# رودولف شیندلر
رودولف شیندلر (آلمانی: Rudolf Schindler؛ ‏ ۱۰ مهٔ ۱۸۸۸ – ۶ سپتامبر ۱۹۶۸) پزشک متخصص گوارش اهل آلمان بود. امروزه او را «پدر ازوفاگوگاسترودئودنوسکوپی» می‌دانند. همسر اولش نقش مهمی در پیشبرد کارهای او داشت.